# Colin Archer Memorial Race

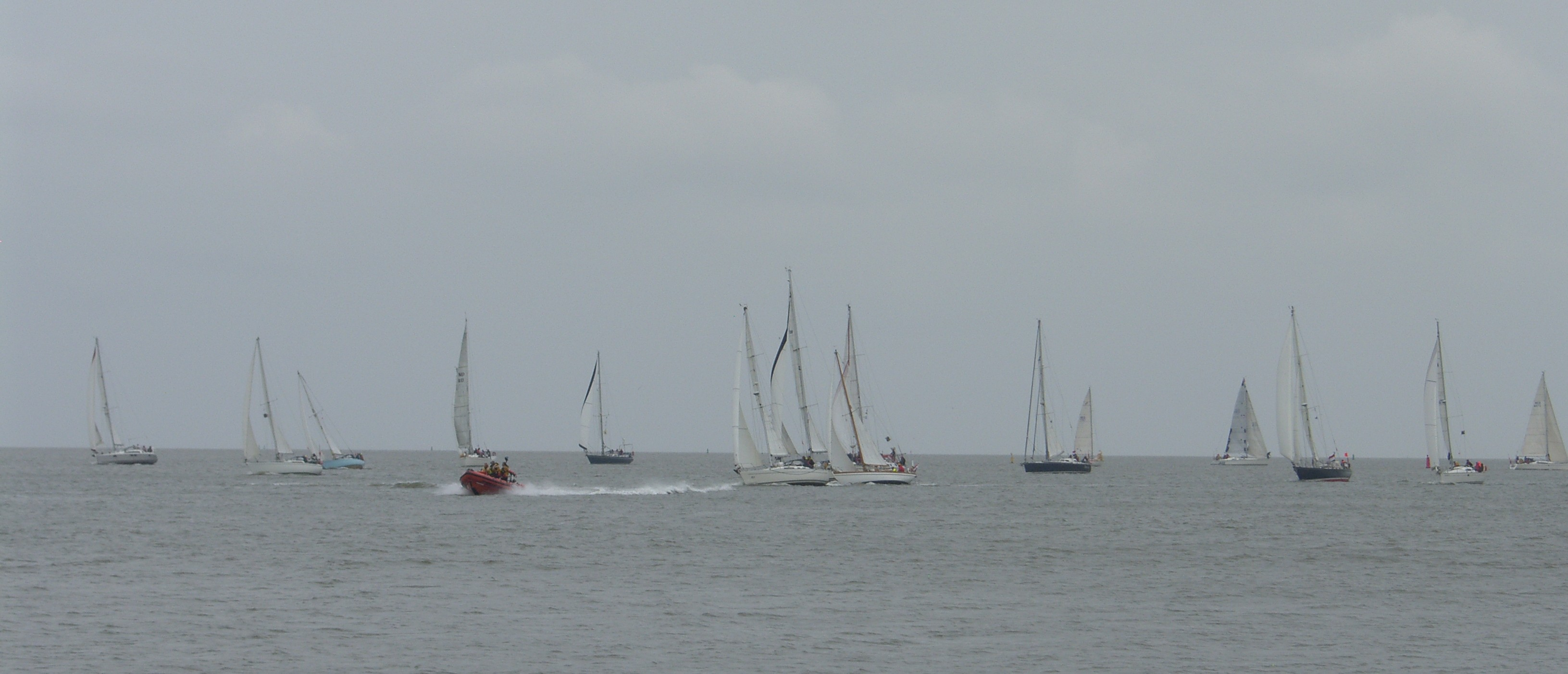
Start CAMR 2014 in Lauwersoog

De Colin Archer Memorial Race is een zeilwedstrijd over 365 zeemijl van Lauwersoog naar Larvik in Noorwegen. De wedstrijd wordt om de twee jaar gehouden, voor het eerst in 1982, en is vernoemd naar de beroemde negentiende-eeuwse Noorse scheepsbouwer Colin Archer. Aan de eerste wedstrijd deden zeven schepen mee, waarvan er één de finish haalde. Afhankelijk van het weer zijn de boten drie tot vijf dagen onderweg.
Er wordt gezeild in verschillende klassen: ORC, Multihulls en de vrije klassen, met een minimum romplengte van 7.50 meter in te delen per groep oplopend met 1 meter.